# Ancistrochelifer tuberculatus
Ancistrochelifer tuberculatus är en spindeldjursart som beskrevs av Beier 1951. Ancistrochelifer tuberculatus ingår i släktet Ancistrochelifer och familjen tvåögonklokrypare. Inga underarter finns listade i Catalogue of Life.